# کبوتر شاهی کوهی
کبوتر شاهی کوهی (نام علمی: Ducula badia)، همچنین به نام کبوتر شاهی پشت‌عنابی یا کبوتر شاهی هاجسون نیز شناخته می‌شود، گونه‌ای از پرندگان خانواده کبوتران با دامنه پراکنش گسترده‌ای در جنوب شرق آسیا است.
کبوتر شاهی مالابار (D. cuprea) در گات غربی هند در گذشته هم‌گونه در نظر گرفته می‌شد، اما در سال ۲۰۲۱ توسط IOC به عنوان یک گونه متمایز تقسیم شد.

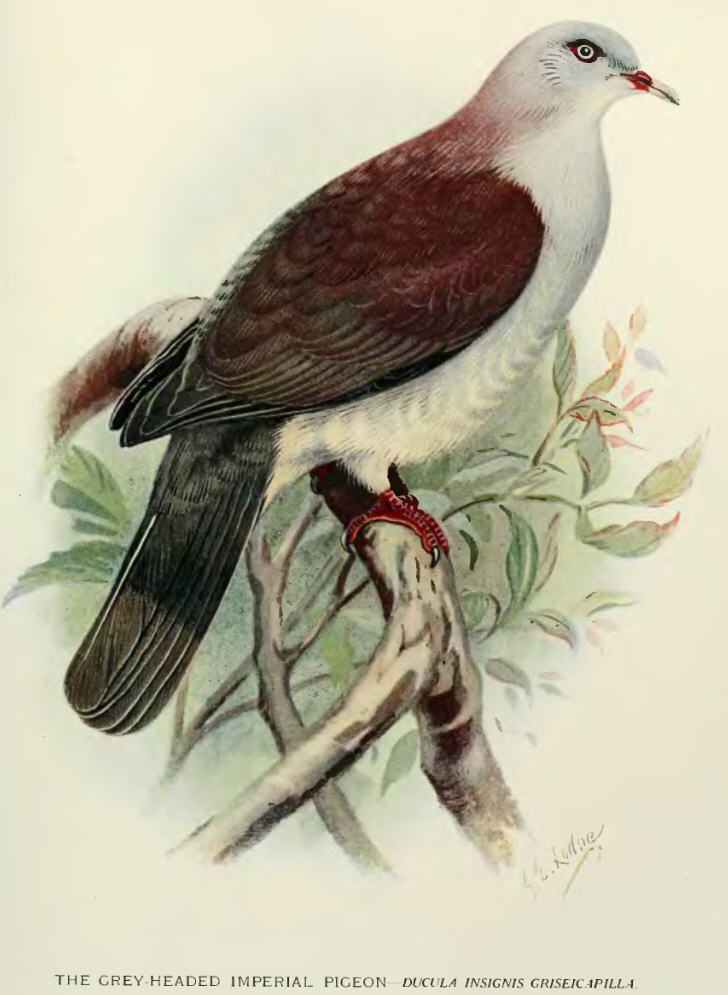
زیرگونه insignis